# Hyundai Venue

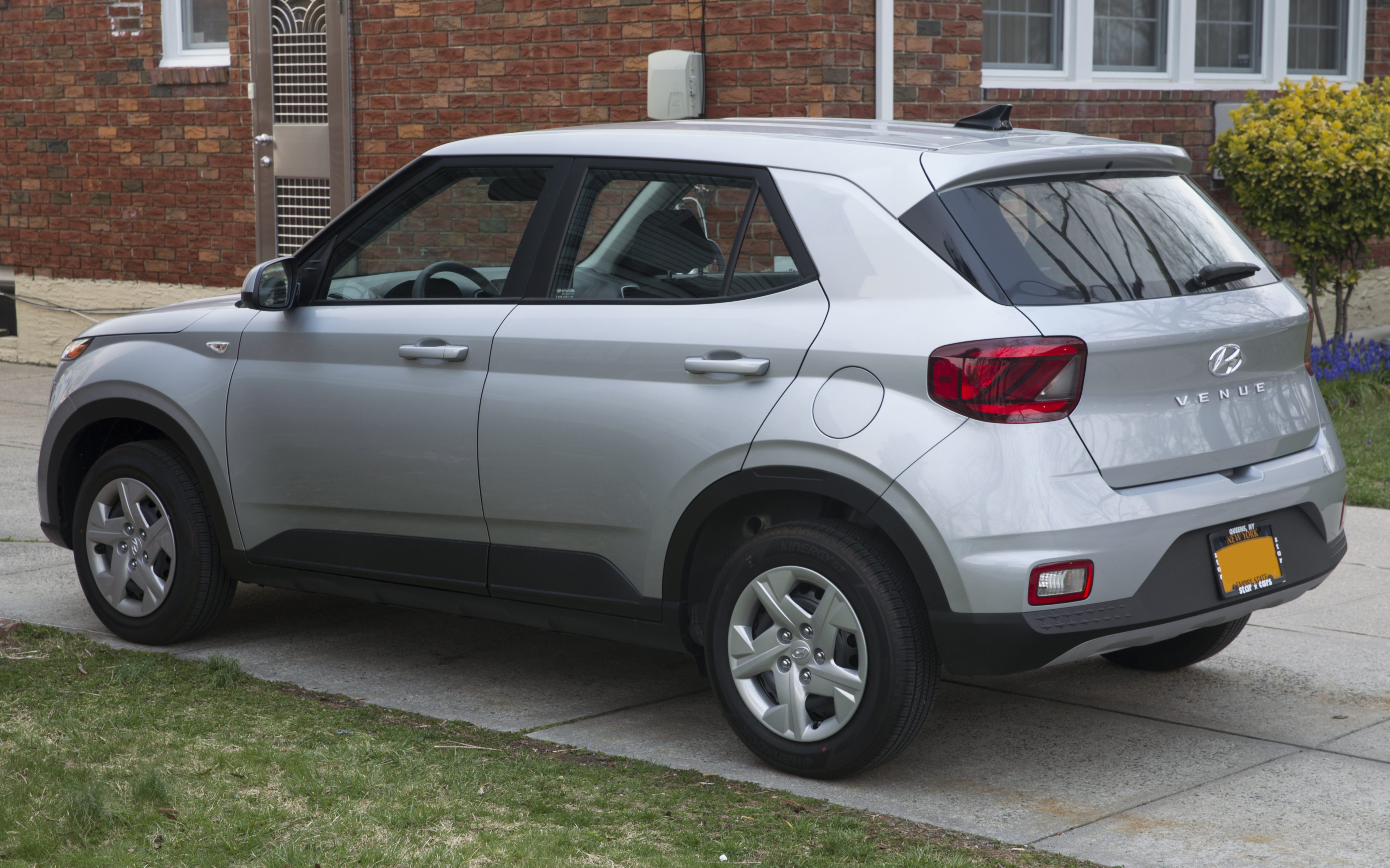
Heckansicht

Der Hyundai Venue ist ein kleines Sport Utility Vehicle des südkoreanischen Automobilherstellers Hyundai. Es ist unterhalb von ix25 und Kona und oberhalb des Casper positioniert.

## Geschichte
Vorgestellt wurde das Mini-SUV im Rahmen der New York International Auto Show im April 2019. In Nordamerika wird das Fahrzeug seit Herbst 2019 verkauft. Dort wird es von einem 1,6-Liter-Ottomotor mit 90 kW (123 PS) angetrieben. Der Fünfsitzer hat immer Vorderradantrieb, Allradantrieb ist nicht erhältlich.
Gebaut wird der Venue im südkoreanischen Ulsan und im indischen Chennai. Die indische Variante ist mit einer Länge von unter vier Metern etwas kürzer, um von den Steuervorteilen, die in Indien für Fahrzeuge bis zu dieser Länge gelten, zu profitieren. Marktstart in Indien war am 21. Mai 2019.
Im Juni 2020 präsentierte Hyundai für den südkoreanischen Markt das Sondermodell Venue Flux, das unter anderem sich von der Karosserie abhebende Applikationen hat.
Der sportlicher gestaltete Venue N Line wurde im September 2022 vorgestellt.

## Technische Daten
| Kenngrößen                                  | 1.0 Turbo (1)                      | 1.2 (1)                    | 1.6 MPi (2)                       | 1.6 MPi (3)                   | 1.4 CRDi (1)               | 1.5 CRDi (1)                |
| Bauzeitraum                                 | seit 05/2019                       | seit 05/2019               | seit 09/2019                      | seit 09/2019                  | 05/2019–01/2023            | seit 01/2023                |
| Motorkenndaten                              |                                    |                            |                                   |                               |                            |                             |
| Motortyp                                    | R3-Ottomotor                       | R4-Ottomotor               | R4-Ottomotor                      | R4-Ottomotor                  | R4-Dieselmotor             | R4-Dieselmotor              |
| Motoraufladung                              | Turbolader                         | —                          | —                                 | —                             | Turbolader                 | Turbolader                  |
| Hubraum                                     | 998 cm³                            | 1197 cm³                   | 1591 cm³                          | 1598 cm³                      | 1396 cm³                   | 1493 cm³                    |
| max. Leistung                               | 88 kW (120 PS) bei 6000/min        | 61 kW (83 PS) bei 6000/min | 90 kW (123 PS) bei 6300/min       | 90 kW (123 PS) bei 6300/min   | 66 kW (90 PS) bei 4000/min | 85 kW (116 PS) bei 4000/min |
| max. Drehmoment                             | 172 Nm bei 1500–4000/min           | 115 Nm bei 4000/min        | 151 Nm bei 4850/min               | 154 Nm bei 4500/min           | 220 Nm bei 1500–2750/min   | 250 Nm bei 1500–2750/min    |
| Kraftübertragung                            |                                    |                            |                                   |                               |                            |                             |
| Antrieb, serienmäßig                        | Vorderradantrieb                   | Vorderradantrieb           | Vorderradantrieb                  | Vorderradantrieb              | Vorderradantrieb           | Vorderradantrieb            |
| Antrieb, optional                           | —                                  | —                          | —                                 | —                             | —                          | —                           |
| Getriebe, serienmäßig                       | 6-Gang-Schaltgetriebe              | 5-Gang-Schaltgetriebe      | 6-Gang-Schaltgetriebe             | 6-Gang-Schaltgetriebe         | 6-Gang-Schaltgetriebe      | 6-Gang-Schaltgetriebe       |
| Getriebe, optional                          | (7-Stufen-Doppelkupplungsgetriebe) | —                          | (6-Stufen-Automatikgetriebe)      | (Stufenloses Getriebe)        | —                          | —                           |
| Messwerte                                   |                                    |                            |                                   |                               |                            |                             |
| Leergewicht                                 | k. A.                              | k. A.                      | 1112 kg (1142 kg)                 | 1120 kg (1144 kg)             | k. A.                      | k. A.                       |
| Höchstgeschwindigkeit                       | k. A.                              | k. A.                      | 181 km/h (181 km/h)               | 181 km/h (186 km/h)           | k. A.                      | k. A.                       |
| Beschleunigung, 0–100 km/h                  | k. A.                              | k. A.                      | 11,2 s (11,4 s)                   | 11,2 s (11,2 s)               | k. A.                      | k. A.                       |
| Kraftstoffverbrauch auf 100 km (kombiniert) | k. A.                              | k. A.                      | 6,8–7,0 l Super (7,0–7,2 l Super) | 7,4 l Super (7,3–7,5 l Super) | k. A.                      | k. A.                       |
| CO2-Emission (kombiniert)                   | k. A.                              | k. A.                      | 160–165 g/km (165–171 g/km)       | k. A.                         | k. A.                      | k. A.                       |